# (1669) Dagmar
(1669) Dagmar – planetoida z grupy pasa głównego asteroid okrążająca Słońce w ciągu 5 lat i 203 dni w średniej odległości 3,14 au. Została odkryta 7 września 1934 roku w Landessternwarte Heidelberg-Königstuhl w Heidelbergu przez Karla Reinmutha. Nazwa planetoidy pochodzi od popularnego imienia żeńskiego Dagmara. Przed jej nadaniem planetoida nosiła oznaczenie tymczasowe (1669) 1934 RS.